# جوزف کاوتورن
جوزف کاوتورن (انگلیسی: Joseph Cawthorn; ۹ مارس ۱۸۶۸ – ۲۱ ژانویهٔ ۱۹۴۹) یک هنرپیشه اهل ایالات متحده آمریکا بود.
از فیلم‌ها یا برنامه‌های تلویزیونی که وی در آن نقش داشته است می‌توان به کیکی، زیگفلد کبیر، رام کردن زن سرکش، ماریتای بدذات، امشب عاشقم باش و جوان و زیبا اشاره کرد.